# Лондонски маратон 2013.
Лондонски маратон 2013. године одржан је у недељу 21. априла 2013. године. Био је 33. по реду годишњи маратон са великим бројем учесника и трећи Велики светски маратон у години. 34.631 људи је учествовало у трци.
На елитној трци у мушкој конкуренцији, прво место освојио је Тсегаје Кебеде из Етиопије, а у женској трци прво место освијила је Кенијка Приска Јепто. Аустралијанац Курт Фирнли победио је у конкуренцији такмичара са инвалидским колицима, док је Американка Татјана Макфаден освојила прво место у женској конкуренцији такмичара у инвалидским колицима са временом од 1:46:02 сати.

## Позадина
Након Бомбашког напада на Бостонском маратону који се десио шест дана пре Лондонског маратона, организатори су издали саопштење у коме су најавили да безбедност догађаја, који је планиран у сарадњи Метрополском полицијом, мора бити добро организована. Дана 16. априла 2013, Министар спорта Хју Робертсон је објавио да ће се догађај спровести како је планирано, изјавивши је „апсолутно сигуран“ да ће организатори „задржати догађај сигурним и безбедним“.

## Опис трке
Лондонски маратон 2013. године почео је минутом ћутања, у почаст жртвама Бомбашког напада на Бостонском маратону. Многи учесници носили су црну одећу да охрабре организаторе трке. Организатори су такође обећали да ће донирати 3 америчка долара за жртве Бостонског маратона за сваку особу која заврши трку. Време је било идеално за трку, а окупило се 700.000 гледалаца.

## Резултати

### Елитне трке
Мушка конкуренција
| Пласман | Такмичар        | Националност | Време        |
| ------- | --------------- | ------------ | ------------ |
| 1       | Тсегаје Кебеде  | Етиопија     | 2:06:04 сати |
| 2       | Емануел Мутаи   | Кенија       | 2:06:33 сати |
| 3       | Ајеле Абшеро    | Етиопија     | 2:06:57 сати |
| 4       | Фејжа Лилеса    | Етиопија     | 2:07:46 сати |
| 5       | Вилсон Кипсанг  | Кенија       | 2:07:47 сати |
| 6       | Стивен Кипротич | Уганда       | 2:08:05 сати |
| 7       | Јаред Асмером   | Еритреја     | 2:08:22 сати |
| 8       | Стенли Бивот    | Кенија       | 2:08:39 сати |
| 9       | Хафид Чани      | Мароко       | 2:09:11 сати |
| 10      | Ајад Ламдасем   | Шпанија      | 2:09:28 сати |